# Cyril Errington
Cyril Alexander Errington Rodríguez (30 marzo 1992) è un calciatore nicaraguense, difensore del Real Estelí.

## Carriera

### Club
Ha sempre giocato nel campionato nicaraguense.

### Nazionale
Ha debuttato in Nazionale nel 2016 ed è stato successivamente convocato per la Gold Cup.